# 泰顺拟条扁蜡蝉
泰顺拟条扁蜡蝉（学名：Catullioides taishunensis）也作泰顺带扁蜡蝉，一种于中国浙江省泰顺县三魁镇曲尺潭村北坑底发现的半翅目昆虫，隶属于扁蜡蝉科（军配飞虱科）拟条扁蜡蝉属。以五節芒（Miscanthus floridulus）为宿主植物。

## 形态特征
本种发表时仅发现雄性，从头顶到前翅顶端的体长体长7.7－7.9毫米。头部、前胸背板和中胸背板大部分为淡绿色和黄绿色，沿着顶、额、额板、前胸背板和中胸背板中央隆起的宽带、额的前缘、眼后面前胸背板和中胸背板侧面为红色，额板和前胸背板叶顶缘为黑色。复眼红色到深褐色，后边缘淡绿色，单眼紫红色。前翅多数为褐褐色至黑色，爪片（clavus）黄绿色至深棕色。前胸和中胸侧部黑色，后胸黄绿色；除基节和跗分节为黄绿色外，腿部其余部分为黑色。腹部端节大部分为黑色。顶宽大于顶长，顶中线长度与眼间距之比为0.5:1。额中线长度与最大宽度之比为1.6:1。前翼呈屋盖形，膜在节线处明显弯曲，长宽比约为3.1:1。后翅又窄又长，长宽比约为2.6:1。